# Residencia privada en la Torre Trump de Donald Trump

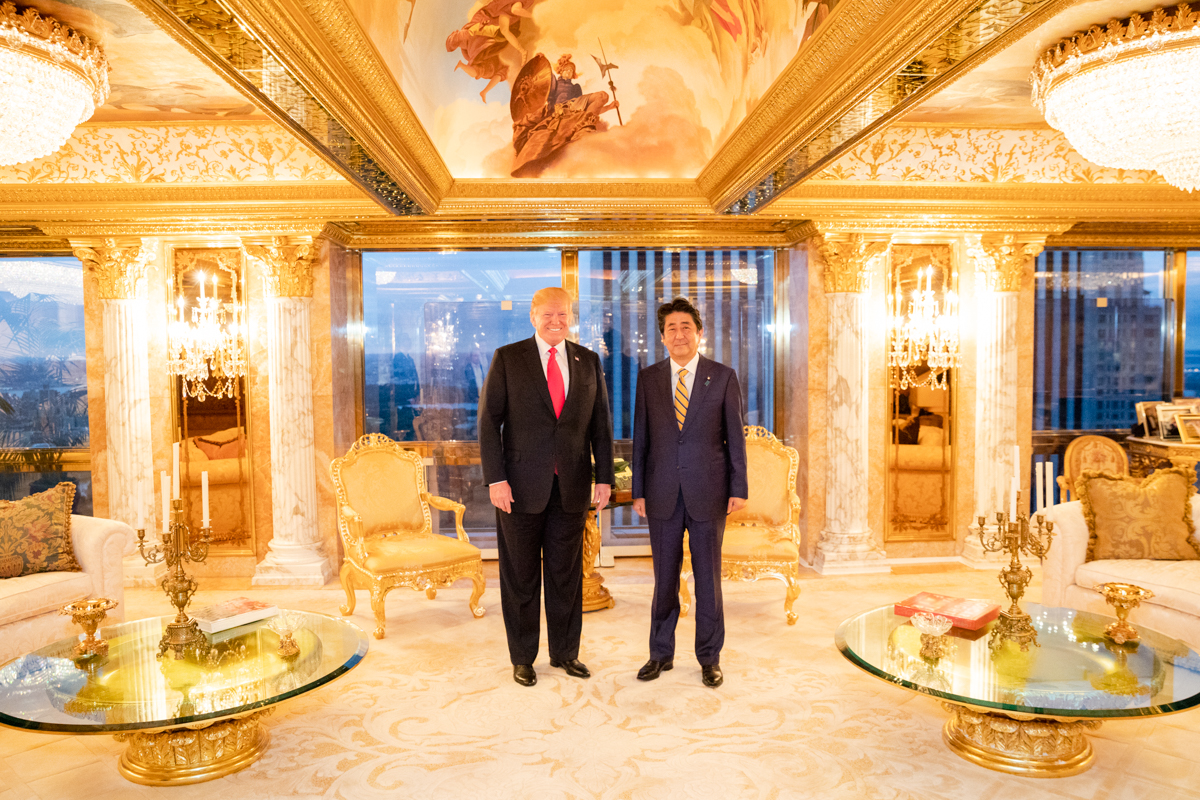
Trump y el primer ministro japonés Shinzō Abe en el penthouse en 2018

La residencia privada de Donald Trump en la Torre Trump ha sido la residencia principal de Trump y su familia desde la construcción de la torre en 1983. El decorador original del apartamento fue Angelo Donghia; posteriormente fue remodelado en oro por Henry Canversano. El tamaño indicado del apartamento ha estado sujeto a varias estimaciones por parte de Trump.

## Historia
El apartamento triplex está ubicado en los pisos 56, 57 y 58 de la Torre Trump en Manhattan. El apartamento es la residencia de Trump, su esposa Melania y su hijo Barron. La torre fue su residencia principal hasta octubre de 2019. Las oficinas de la Organización Trump están en los pisos 25 y 26, y hay un ascensor privado entre el ático y la oficina de Trump.
La entonces esposa de Trump, Ivana, le dijo a Steven M. L. Aronson de Architectural Digest que adaptarse a vivir en el penthouse recién terminado era «muy estresante y le estaba pasando factura» debido a la 'vida de gran escaparate' del espacio y que ella y Donald se retirarían a su cómodo apartamento en un edificio Trump en la Tercera Avenida para un par de noches a la semana. Aronson encontró sus comentarios «inmensamente comprensivos».
En un artículo de 1984 en la revista GQ, Ivana dijo que el primer piso del penthouse tenía la sala, el comedor, las salas de entretenimiento y la cocina; el segundo piso tenía sus dormitorios y baños además de un balcón sobre el salón; y el tercero tenía dormitorios para los niños, las empleadas y los invitados.
Cuando nació Barron, el hijo de Trump y Melania, Ellen DeGeneres les regaló a los Trump un cochecito de bebé dorado con una mini lámpara de araña de cristal, y otros obsequios en la guardería del apartamento incluyeron un gran perro de peluche de Barbara Walters y una gran rana verde de peluche de Gayle King.
Trump lo ha descrito como «el mejor apartamento jamás construido, dicen» y los «mejores apartamentos en el edificio más alto en la mejor ubicación de la ciudad más caliente del mundo».
Trump ha mostrado frecuentemente el apartamento a periodistas y reporteros que lo perfilan. Trump le dijo al reportero de Forbes Dan Alexander que «[no] se lo mostró a nadie» a pesar de haber sido visitado previamente por 60 Minutes, Architectural Digest y la revista People. El apartamento fue descrito en la edición de julio de 1985 de Architectural Digest por Steven M. L. Aronson. Ivanka Trump dio un recorrido por su dormitorio en desuso en el documental de 2003 Born Rich.

## Diseño

### Diseño inicial de Angelo Donghia
El diseño original del apartamento triplex fue creado por Angelo Donghia. Antes de trabajar en el apartamento de Trump, Donghia había decorado apartamentos para Ralph Lauren y Bernie Madoff. El apartamento se completó a tiempo para la inauguración de la Torre Trump en 1983. Donghia recibió la responsabilidad de todo el diseño, distribución y decoración del apartamento. Cuando empezó a trabajar en el apartamento, era una estructura de hormigón en bruto sin ventanas. El diseño de Donghia para el apartamento fue aprobado por Ivana Trump, entonces esposa de Trump. El socio de Ivana y Donghia, Tim Macdonald, ejecutó los diseños de Donghia después de reunirse con los contratistas de la construcción. Macdonald dijo más tarde que «Ninguno de los que trabajaron en el proyecto tuvo realmente ninguna interacción con Donald Trump» y que Ivana era «una gerente fantástica y una clienta maravillosa». Posteriormente, Donald Trump le preguntó a Donghia si haría otro proyecto para él, pero Donghia dijo que solo lo haría si le pagaban la totalidad de los costos por adelantado. El proyecto nunca se realizó. Donghia describió a Trump como «[sabiendo] exactamente quién es y qué quiere... Tiene un juicio muy rápido y una actitud muy definida sobre lo que le gusta. Con Donald, no pasas mucho tiempo preguntándote si algo está bien o está mal: es (a) o es (b) y eso es todo. Y todo lo que hagas por él tiene que ser hecho 'genial'».
El vestíbulo de entrada de Donghia al apartamento tenía paredes lacadas con barandillas de bronce pulido y mármol oscuro. La gran sala de estar tenía «paredes de chocolate, espejos de bronce y techo de pan de oro», lo que creaba una sensación de intimidad a pesar del enorme tamaño de la habitación. La sala de estar tenía una lámpara de araña de cristal y una chimenea enmarcada por luces empotradas de tubos catódicos. El diseño de Donghia estaba en blanco y negro y en latón y caoba.
Un perfil sobre Donghia publicado en The New York Times en enero de 1983 titulado Behind Angelo Donghia's Gray Flannel Success («Detrás del éxito de la franela gris de Angelo Donghia»), dio lugar a un posterior intercambio de cartas en el periódico entre el estudio de arquitectura Swanke Hayden Connell y Trump. John Peter Barie de Swanke Hayden Connell Architects (SHCA) escribió que había diseñado personalmente todos los planos de las unidades de la torre, incluido el triplex de Trump, y «estableció todas las relaciones espaciales y formales y estableció todas las dimensiones horizontales y verticales para los tres niveles del triplex de Trump». Trump respondió que «numerosos diseñadores, arquitectos y consultores resultaron perjudicados» por la carta de Barie y que se estaban «excediendo al no conceder a Der Scutt, Angelo Donghia y otros el crédito que tan justamente merecen».
Jesse Kornbluth escribió en un artículo de 2017 para BuzzFeed que los diseños de Donghia para el apartamento eran un sucesor lógico de su trabajo en el Metropolitan Opera Club en el Metropolitan Opera House en el Lincoln Center. Donald Trump describió los diseños de Donghia como «modernismo cómodo».
Donghia se enteró de que tenía SIDA poco después de terminar el departamento de Trump y murió dos años después, en 1985.

### Remodelación de oro
El apartamento fue remodelado en oro por Henry Canversano, un excantante y diseñador de clubes nocturnos que previamente había remodelado el casino Golden Nugget Atlantic City de Trump.
La remodelación fue analizada en The Oxford Handbook of Decadence y fue descrita por el crítico de diseño Peter York como un ejemplo de «dictador chic». York escribió que «No importa cómo lo mires, lo principal que decía el apartamento [de Trump] era: "Soy tremendamente rico e inconcebiblemente poderoso". Este era el lenguaje visual del espacio público, no privado. Era el lenguaje de los nuevos ricos de Europa del Este y Medio Oriente». York consideró que el estilo de Trump era diametralmente opuesto al moderado neoclasicismo de la arquitectura de Washington D. C. que «evoca estabilidad y confiabilidad a través de su moderación» y busca proyectar «un mensaje de simplicidad, democracia e igualitarismo».
Según los informes, Trump ordenó la remodelación dorada después de ver la casa más lujosa del empresario saudita Adnán Jashogyi.

## Tamaño
Los metros cuadrados del apartamento y el número de habitaciones que lo acompañan han sido objeto de diversas estimaciones desde su construcción. En septiembre de 2015, Trump le dijo al periodista de Forbes Dan Alexander que el apartamento tenía 33 000 pies cuadrados (3100 m2) más espacio de techo de 15 000 pies cuadrados (1400 m2), haciendo un total de 48 000 pies cuadrados (4500 m2) Posteriormente, Forbes estimó el tamaño del apartamento en 30 000 pies cuadrados (2800 m2), con una valoración de $100 millones. Los registros de propiedad del apartamento demostraron más tarde que tenía 11 000 pies cuadrados (1000 m2) de tamaño, con un valor estimado de $65 millones.
Thomas Wells, que trabajó como abogado de Trump, señaló que cada historia sobre el ático presentaba un número diferente de habitaciones, con 8, 16, 20 y 30 todas impresas. Wells preguntó a Trump cuántas habitaciones tenía realmente el apartamento, a lo que Trump respondió: «cuantas se impriman».
El tamaño del ático se discutió como parte de la investigación civil de la Organización Trump en Nueva York. La Fiscal General de Nueva York (FG), Letitia James, citó que el apartamento tenía 30 pies cuadrados (278,7 dm²); según la FG de Nueva York, en realidad son unos 11 pies cuadrados (102,2 dm²). Un artículo de Forbes de 2017 apoyó la cifra más pequeña y estimó que el valor del apartamento era menos de un tercio de la valoración de Trump de más de 200 millones de dólares. Según una presentación judicial posterior del fiscal general, el director financiero de Trump, Allen Weisselberg, «admitió que el valor del apartamento había sido exagerado en 200 millones de dólares más o menos». Durante el juicio, salió a la luz que en 1994, antes de su exageración, Trump había admitido el tamaño más pequeño de su ático.